# Касмалија (Калифорнија)
Касмалија (енгл. Casmalia) насељено је место без административног статуса у америчкој савезној држави Калифорнија.

## Демографија
По попису из 2010. године број становника је 138.
| Група             | 2000.    | 2010.      |
| Белци             | 0 (0,0%) | 74 (53,6%) |
| Афроамериканци    | 0 (0,0%) | 3 (2,2%)   |
| Азијати           | 0 (0,0%) | 1 (0,7%)   |
| Хиспаноамериканци | 0 (0,0%) | 58 (42,0%) |
| Укупно            | 0        | 138        |